# Danny Munyao
Danny Munyao (Chililabombwe, 2 de novembro de 1987) é um futebolista profissional zambiano que atua como goleiro.

## Carreira
Danny Munyao representou o elenco da Seleção Zambiana de Futebol no Campeonato Africano das Nações de 2015.